# Gebel Barkal
Gebel Barkal in arabo  جبل بركل‎?, Jabal Barkal o Montagna Pura, è un rilievo a circa 400 chilometri a nord di Khartoum, in Sudan, su una larga ansa del Nilo, a ridosso della quarta cateratta.
Rappresenta storicamente il limite massimo della penetrazione egizia verso il sud, nel territorio della Nubia, verso il 1450 a.C., con il faraone egiziano Thutmose III. In questo luogo il sovrano fondò la città di Napata che, circa 300 anni dopo, divenne capitale del regno indipendente di Kush.

## Templi e piramidi

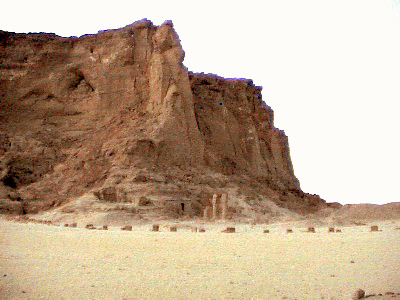
Le rocce del Jabal Barkal, la Montagna Pura, che domina tutta la regione dell'antica Napata

In questa località dell'antica Nubia, oggi territorio sudanese, abbondano i resti archeologici che raccontano un passato glorioso. Le rovine che circondano il Jabal Barkal comprendono 13 templi e 3 palazzi, descritti per la prima volta da esploratori europei nel 1820, nonostante solo nel 1916 vennero inaugurati i primi scavi archeologici da George Reisner, con una spedizione patrocinata dalla Università di Harvard e dal Museum of Fine Arts di Boston. 
A partire dagli anni settanta le esplorazioni vennero portate avanti da una squadra dell'Università "La Sapienza" di Roma guidata da Sergio Donadoni, in collaborazione con un altro team del Boston Museum, negli anni ottanta, seguito quest'ultimo da Timothy Kendall. La Missione Italiana, inizialmente guidata da Sergio Donadoni, passò poi sotto la direzione di Alessandro Roccati e, dal 2011, è diretta da Emanuele M. Ciampini, docente di Egittologia dell'Università Ca' Foscari di Venezia.
I templi più grandi, come quello di Amon, sono tuttora considerati sacri dalla popolazione locale.
Tutto il sito è dominato dalla Montagna Pura, in arenaria rossa con pareti a strapiombo, che spicca nel bel mezzo di un paesaggio alquanto pianeggiante solcato solamente dal percorso del Nilo. Un luogo sacro, quindi, per una montagna che da sempre è stata considerata sacra per questa regione della Nubia. A nord della zona spiccano invece le rocce nere della quarta cateratta che restringono l'alveo delle acque del Nilo.

## Il Tempio di Amon

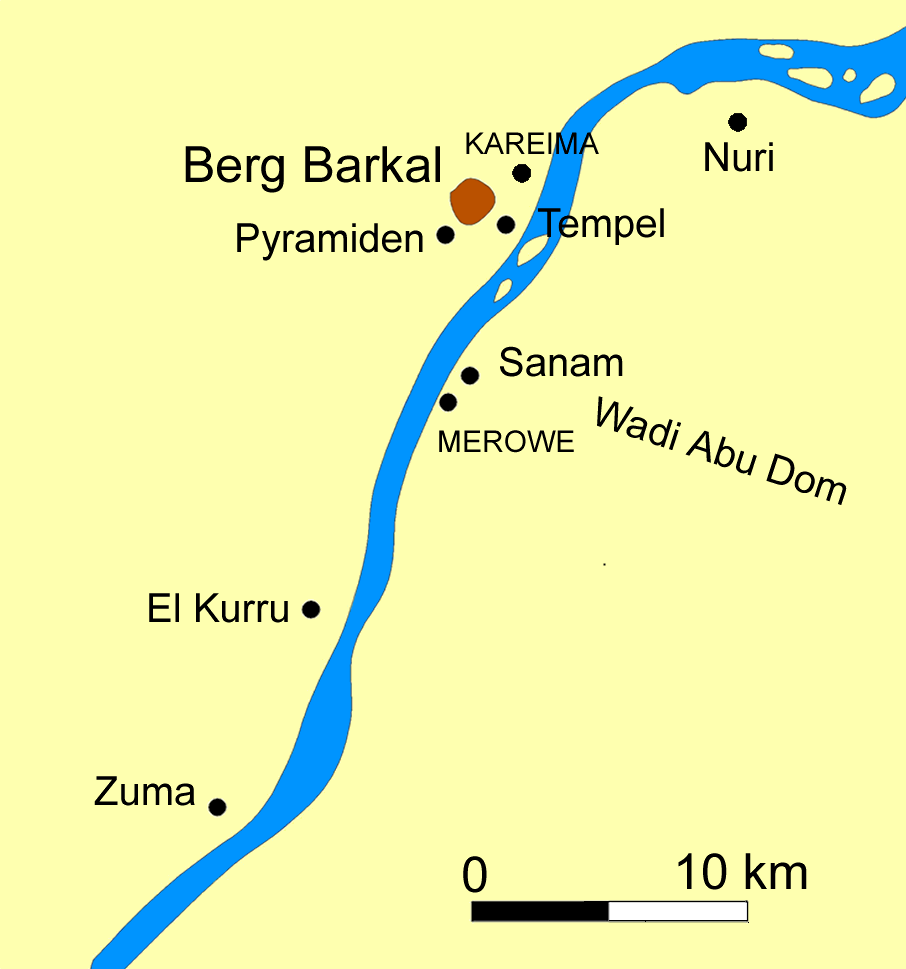
Jabal Barkal (Berg Barkal) e siti archeologici di zona

A Jabal Barkal si trovava anticamente la città di Napata, centro del regno di Kush e dello stesso Egitto durante la XXV dinastia egizia. Fra i resti di rilievo, il Tempio di Amon (XIX dinastia egizia ricostruito dai sovrani della XXV dinastia) preceduto da un viale di arieti che, con tutta probabilità, doveva portare all'imbarcadero templare connesso al fiume. Le stanze interne sono state scavate nel fianco della montagna e sono caratterizzate da bassorilievi e pilastri su cui è scolpita la figura del dio Bes. Splendide le colonne di stile Hatorico che caratterizzano il cortile esterno del tempio.

## Le Necropoli
Ai piedi del monte Jabal Barkal si trova Karima con una delle necropoli di Napata. Caratteristica di questo luogo di sepoltura sono le piramidi che differiscono dal modello egizio per le pareti ancora più ripide dando alla struttura un maggiore slancio verso l'alto, una figura piramidale ancora più aguzza e molto meno larga in base. La necropoli è accompagnata da quella poco distante di El Kurru e fa da contraltare a quella reale di Nuri (sepolture di 21 re con 52 regine e principi) che si trova sulla riva opposta del fiume, quella orientale, voluta da re Taharqa (690 – 664 a.C.) e dove dovrebbe essere sepolto lo stesso sovrano, anche se a Sedeinga (ben più vicino alla terza cateratta) si conosce un'altra piramide a lui dedicata.
Al contrario, nel sito di El Kurru si trovano le tombe reali più antiche. È visitabile la cella sepolcrale del faraone Piankhi e quella di una regina: tipiche le iscrizioni e gli affreschi a vivaci colori che rispondono ai dettami dell'arte egiziana ancora non influenzata dal gusto nubiano.
Lo stesso Piankhi ingrandì il Tempio di Amon a Jabal Barkal e vi depose una sua stele della vittoria.

## Il "Tesoro" di Sanam

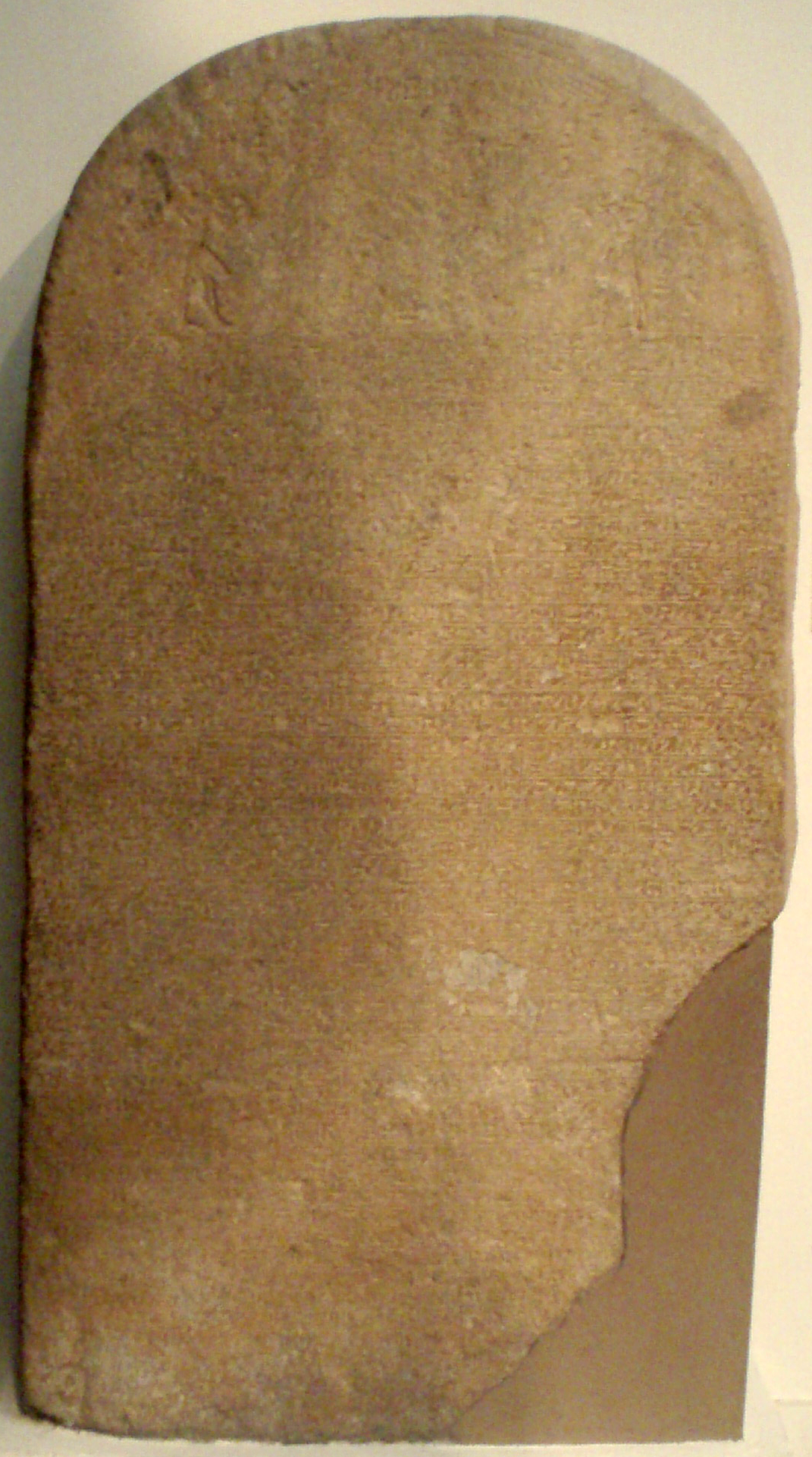
Stele della vittoria di Thutmosis III, Boston Museum of Fine Arts

Ultimo particolare e di non poco conto, la struttura denominata “Tesoro”. Si trova di fronte al Jebel Barkal nella località di Sanam Abu Dom, vicino all'attuale città di Marawe. Scoperto ai primi del 1900 dall'egittologo inglese di Oxford, Francis Llewellyn Griffith (decifratore dell'Alfabeto meroitico), il Tesoro è stato oggetto di scavi e studi da parte degli archeologi dell'Università di Cassino.
Si tratta di una struttura a base rettangolare da 267 x 68 metri, con 35 stanze da 14 x 21 metri poste intorno a un lungo cortile con un portico che era sostenuto da 112 colonne in arenaria da 80 cm di diametro. Dagli studi si è capito che l'edificio doveva contenere beni di lusso in arrivo con le carovane e da utilizzare anche per scambi commerciali. Il Tesoro fu prima abbandonato e poi distrutto da un incendio.
Attualmente (novembre 2007) è Irene Vincentelli, docente di Storia del Vicino Oriente Antico all'Ateneo di Cassino, la responsabile del Laboratorio di Ricerche Storiche e Archeologiche dell'Antichità e direttore della Missione archeologica in Sudan, con attività di scavo nella necropoli di Hillat el Arab (Jabal Barkal) e di Sanam Abu Dom.
Tutta l'area di Jabal Barkal e le necropoli dei due lati del Nilo costituivano una grande realizzazione architettonica che celebrava la grandezza di Napata. Molti reperti rinvenuti nella regione, figurano oggi nei musei di tutto il mondo. A cominciare dal notevole colosso del sovrano kushita Aspelta (620 - 580 a.C.), in granito, originariamente collocata nel Tempio di Amon e oggi in mostra al Boston Museum of Fine Arts. Oppure la stele della vittoria fatta erigere dal faraone Thutmosis III nel suo 47º anno di regno, sempre nello stesso Tempio dedicato ad Amon: oggi anche questo frammento si trova al Boston Museum of Fine Arts.
Nel 2003, il sito, la montagna e i resti archeologici, sono stati inseriti dall'UNESCO, nella lista del Patrimonio dell'umanità.